# Reidsville (Caroline du Nord)
Pour la ville située en Géorgie, voir Reidsville (Géorgie).
La ville de Reidsville est une ville américaine située dans le Comté de Rockingham, en Caroline du Nord, aux États-Unis.

## Démographie
| 1880  | 1890  | 1900  | 1910  | 1920  | 1930  |
| ----- | ----- | ----- | ----- | ----- | ----- |
| 1 316 | 2 969 | 3 262 | 4 828 | 5 333 | 6 851 |

| 1940   | 1950   | 1960   | 1970   | 1980   | 1990   |
| ------ | ------ | ------ | ------ | ------ | ------ |
| 10 387 | 11 708 | 14 267 | 13 636 | 12 492 | 12 183 |

| 2000   | 2010   | - | - | - | - |
| ------ | ------ | - | - | - | - |
| 14 485 | 14 520 | - | - | - | - |